# Bojár Gábor
Bojár Gábor (Budapest, 1949. március 27.) magyar vállalkozó, a Graphisoft CAD-szoftverfejlesztő cég és a budapesti Aquincum Institute of Technology magánegyetem alapítója. Eredeti végzettsége fizikus.  A 100 leggazdagabb magyar 2023-ban megjelent listája szerint 39,5 milliárd forintos vagyonával, Magyarország 54. leggazdagabb embere.

## Családja
Szülei Bojár Sándor fotóriporter és Farkas Ilona. Zsidó származásúként édesapját munkaszolgálatra hívták be a második világháború alatt, édesanyja pedig bujkálni kényszerült. Magát szintén zsidó származásúnak vallja. Orvos feleségével, Zanker Zsuzsannával két gyermekük van, a közgazdász Ábel és a jogász Nóra.

## Tanulmányai és tudományos pályája
Fizikusi oklevelét 1973-ban szerezte az Eötvös Loránd Tudományegyetemen. 1973-1981 között az Eötvös Loránd Geofizikai Intézetben programozóként, a matematikai csoport vezetőjeként dolgozott. 1978-ban a világon elsőként oldotta meg geológiai struktúrák számítógépes térképszerű és térbeli megjelenítését kis teljesítményű asztali számítógépen.

## Szakmai tevékenysége
Vállalkozói tevékenységét a rendszerváltás előtt, 1982-ben kezdte, amikor Tari István Gáborral megalapította a Graphisoft GMK-t, amely egy CAD-szoftvereket fejlesztő cég. Fő terméke az ArchiCAD, melyet az 1983-as müncheni, majd az 1984-es hannoveri számítástechnikai szakkiállításon mutattak be és 2016-ra világszerte 80 országban több mint 200.000 felhasználóval bír. Az ArchiCAD nagy eredménye az volt, hogy Kelet-Európában akkor elérhető kis teljesítményű asztali számítógépeken tett lehetővé olyan feladatokat, amire a nyugati versenytársak komoly számítási kapacitást is igénybe vehettek. Bojár vezetői szemlélete az volt, hogy a vasfüggönyből adódó hátrányokból kell előnyt kovácsolni. Így vall erről:
„Ez a hátrány lett aztán a legnagyobb előnyünk, hiszen az informatika evolúciója úgy alakult, hogy a személyi számítógépek sokkal komolyabb szerepet töltöttek be, mint az óriás számítógépek.”
Első komoly megrendelésüket az épülő Paksi Atomerőműtől kapták, ahol a csőhálózat háromdimenziós modellezését végezték. A cég 1998-ban belépett a Frankfurti, majd 2000-től a Budapesti Értéktőzsdére, ahol 2007-ig jegyezték, majd beolvadt a német Nemetschek-csoportba. A budapesti telephely 1998-ban épült meg Óbudán, az egykori gázgyár romjai körüli rozsdaövezetben, melynek neve Graphisoft Park. Itt később a Graphisoft mellett más technológiai cégek, például a Microsoft, az Apple, az SAP, a Servier, és az AMRI magyar fejlesztőrészlegei is megjelentek, így a telephely gazdaságilag jelentős IT ipari parkká fejlődött.
2007-ben megalapította az Aquincum Institute of Technology (AIT-Budapest) magánegyetemet, mely elsősorban vállalkozással, IT-val, dizájnnal, matematikával kapcsolatos képzést kínál. Az egyetem képzésében többségében amerikai egyetemi hallgatók részesülnek, akik féléves tanulmányi és kulturális programban vesznek részt (hasonlóan az európai Erasmus-programhoz). Az angol nyelvű kurzusokon való részvételre a Budapesti Műszaki és Gazdaságtudományi Egyetem mérnök- és fizikushallgatói is pályázhatnak. 2013-ban az AIT megszervezéséért az amerikai Nemzetközi Oktatási Intézet (Institute of International Education) európai kiválósági díjjal tüntette ki.
1995-től 2008-ig tagja volt a Richter Gedeon Rt. igazgatóságának és 1998-tól 2005-ig a Soros Alapítvány Kuratóriumának. 2012. évtől az Európai Innovációs és Technológiai Intézet (EIT) irányító testületének tagja.
2019-től a Tudományos Stand Up előadója.

## Művei
- Graphi-sztori. Egy magyar mini-multi története; HVG Könyvek, Bp., 2005
- Graphisoft 2.0. A generációváltás drámái; Park, Bp., 2021

## Díjai, elismerései
- 1997. Széchenyi-díj: „az információ alkalmazásában végzett kiemelkedő fejlesztési munkájáért és ennek eredményeként kidolgozott műszaki alkotásáért, amelyet világméretekben hasznosított”
- 1998. Gábor Dénes-díj
- 1999-ben a Wall Street Journal Europa a régió tíz legkiválóbb menedzsere közé sorolta.
- 2002. A Magyar Köztársasági Érdemrend középkeresztje a csillaggal
- 2007. az Ernst and Young Év üzletembere díja.[15] Indoklás: „innovatív ugyanakkor emberközpontú vállalati kultúrája mellett példamutató, társadalmilag felelős személyiség, aki nemcsak saját vállalkozását virágoztatta fel, de rajta keresztül a szélesebb társadalom gazdasági színvonalát is növelni tudta”.[10]
- 2013. Az Institute of International Education IIE Europe Award for Excellence díja az AIT-Budapest magánegyetem megszervezéséért.[14]
- 2016. Hazám-díj
- 2021. Budapest III. kerületének díszpolgára